# Солнок
Солнок (мађ. Szolnok, рум. Solnoca) је град у Јас-Нађкун-Солнок жупанији у мађарској области Регија велике северне равнице, у области средишње Мађарске.
Овде постоје ФК Солнок Легиере и ФК Солнок МАВ.

## Положај
Солнок се налази у средишњем делу Мађарске. Од престонице Будимпеште град је удаљен 110 километара источно. Са Будимпештом је повезан добрим саобраћајним везама.
Солнок се сместио у источном делу средишње Панонске низије, на реци Тиси. То и једини већи мађарски град смештен на овој реци, некада веома плавној и несталног тока.

## Историја
Подручје Солнока било је насељено још у античко време. Пре доласка Мађара на овим просторима живели су Келти, Словени и Авари. У 10. веку долази до насељавања Мађара у ове крајеве, који затичу словенска племена, која су се бавила земљорадњом.
Град је добио име по надзорнику оближњег замка и први пут је званично поменут 1075. године. Град убрзо постаје месно средиште. Међутим, током најезде Монгола у 13. веку град је опустео. Краљ Бела IV је поново населио ово подручје, али Солнок у следећем раздобљу остао село.
Нагли развој насеља започет је османским освајањима у Панонској низији, јер су Турци 1550их на ово месту поново направили утврђење, око кога се поново образовало градско насеље оријенталног типа (са џамијом, минаретом, турским купатилом).
Све ово је нестало по преласку града у руке Хабзбурговаца 1685. године, да би град поново био скроз уништен у Ракоцијевој буни у првој половини 18. века. Поновни успон града догодио се крајем века.
19. век донео је граду Солноку и успоне и падове. Саобраћај је нагло ојачао, нарочито речни на Тиси. 1847. године стигла је и железница. Али, већ следеће године град и околну је захватила Револуција 1848/49, а једна од битака одиграла се код Солнока. Град је поново страдао, али се брзо уздигао и 1879. у њему је живело око 16.000 становника, Мађара, Немаца и Јевреја.
Град је страдао у оба светска рата, а током 1944. године доживео и веома тешко бомбардовање. После Другог светског рата започео је поновни процват града наглом индустријализацијом. Град је постао и бањско средиште захваљујући откривеним термалним изворима. 1990. године Солнок је добио градска права и званично постао град.

## Становништво
По процени из 2017. у граду је живело 71.765 становника.
| 1990.  | 2001.  | 2011.  | 2017.  |
| ------ | ------ | ------ | ------ |
| 78.328 | 77.553 | 72.953 | 71.765 |

## Привреда
Солнок је важан саобраћајни чвор на Тиси. Друго је по значају железничко чвориште у држави.

## Занимљивости
- Музеј Мађарског ваздухопловства
- Бањско купатило
- Музеј Јована Дамјанића

## Партнерски градови
- Форли
- Кикинда
- Ројтлинген
- Баја Маре
- Иствуд
- Раквере